# Nemotha metallica
Nemotha metallica är en bönsyrseart som beskrevs av John Obadiah Westwood 1845. Nemotha metallica ingår i släktet Nemotha och familjen Iridopterygidae. Inga underarter finns listade i Catalogue of Life.